# Alexina Duchamp
Pour les articles homonymes, voir Duchamp.
Alexina "Teeny" Duchamp, née Alexina Sattler le 20 janvier 1906 à Cincinnati et morte le 20 décembre 1995 à Villiers-sous-Grez, fut la seconde épouse de l'artiste et joueur d'échecs Marcel Duchamp.
Elle est née à Cincinnati (Ohio) en 1906. Plus jeune fille d'un éminent chirurgien, le Dr Robert Sattler, Alexina fut surnommée "Teeny" par sa mère à cause de son faible poids à la naissance.
Elle vint à Paris pour étudier l'art en 1921, lorsqu'elle rencontra Marcel Duchamp pour la première fois en 1923 à un bal donné en son honneur par Mariette Mills, la mère d'un ami proche. En 1929 Teeny épousa Pierre Matisse, le fils cadet de Henri Matisse, le peintre fauviste. Ils eurent trois enfants : Jacqueline, Paul, et Peter. En 1949 Pierre et Teeny se séparèrent à cause de l'infidélité de Pierre avec Patricia Matta. Elle reçut, à la suite du divorce, de nombreuses peintures.
Elle travailla un temps comme agent/courtier pour des artistes tels que Constantin Brancusi et Joan Miró.
En automne 1951 elle fut invitée par Dorothea Tanning pour un week-end d'excursion. Ce fut lors de cette excursion qu'elle rencontra une nouvelle fois Marcel Duchamp, et l'histoire d'amour commença peu de temps après. Ils étaient tous deux d'avides joueurs d'échecs. Teeny et Duchamp se marièrent à New York le 16 janvier 1954. Ils restèrent ensemble jusqu'à la mort de Marcel en 1968.
Après la mort de Duchamp, Alexina s'installe à Villiers-sous-Grez près de Paris. Elle se charge de rassembler de nombreux documents relatifs à son époux, tout en continuant à entretenir d'étroites relations avec Jasper Johns, Richard Hamilton, John Cage et Merce Cunningham. En collaboration avec le Philadelphia Museum of Art, elle contribua à mettre en valeur le fonds Duchamp présenté de façon permanente dans le musée, à ce jour le plus important au monde.
Elle est enterrée au cimetière de Rouen, aux côtés de Marcel Duchamp.